# آرامائیس آقامالیان
آرامائیس مگردچی آقامالیان (ارمنی: Արամայիս Աղամալեան؛ زاده ۱۹۱۰ – درگذشته ۱۹۸۵) فیلم‌نامه‌نویس و کارگردان ارمنی-ایرانی بود.

## زندگی‌نامه
متولد ۱۹۱۰ (۱۲۸۹) در جلفای قدیم. تحصیلات ابتدایی را در تبریز و سپس در ایروان گذراند. در زمان کودکی والدینش را از دست داد و مجبور شد ابتدا در ایروان و بعد لنیناکان در سالن‌های کوچک تئاتر به عنوان دستیار دکوراتور مشغول به کار شود. در سال ۱۹۳۰ (۱۳۰۹) به منظور ادامه تحصیل راهی برلین می‌شود و در مدرسه تئاتر مشغول به تحصیل می‌گردد. در آنجا به علت مشکلات مالی از ادامه تحصیل بازماند و به ایران بازگشت. در ایران از سال ۱۹۳۵ (۱۳۱۴) در جلفای نو اصفهان فعالیت تئاتری اش را با نمایش‌های «کین»، «سیاوش و سودابه» و «ولگرد پاریس» شروع می‌کند (نویسنده هر سه نمایش مذکور گئورگ دارفی). در سال‌های ۴۵–۱۹۳۹ (۲۴–۱۳۱۸) فعالیت هنری اش را در تبریز ادامه می‌دهد و تعداد زیادی نمایش روی صحنه می‌برد. تعدادی از نمایش‌هاش عبارتنداز: ناموس، خدایان قدیم، کورادو، عاقبت شمار و … در سال ۱۹۴۶ (۱۳۲۵) به تهران می‌آید.

وی در ۱۹۴۷ (۱۳۲۶)، با همراهی ساموئل خاچیکیان، نمایش‌های بسیاری را با گروه تئاتر ارمنیان به زبان ارمنی و فارسی در باشگاه فرهنگی آرارات تهران اجرا کرد.
در تهران فعالیت تئاتری‌اش را ادامه می‌دهد و تعدادی نمایش روی صحنه می‌برد. فعالیت در سینما را از سال ۱۹۵۹ (۱۳۳۸) با فیلم «در جستجوی داماد» به عنوان نویسنده (بر اساس داستانی از یرواند آودیان) و کارگردان آغاز کرد. در دهه‌های ۱۹۷۰ (۱۳۵۰) تا ۱۹۸۰ (۱۳۶۰) فعالیت‌هایش را ادامه داد و در باشگاه فرهنگی آرارات ده‌ها اثر را به روی صحنه برد. در سال ۱۹۸۵ (۱۳۶۴) دوران فعالیت پنجاه سالهٔ هنری او را جشن گرفته و از او تقدیر به عمل آورده شد و در همان سال نیز درگذشت.

## زندگی هنری

### از جلفای ارمنستان تا جلفای ایران
آرامائیس آقامالیان (متولد ۱۹۱۰ (۱۲۸۹) جلفای ارمنستان) هم مثل اسلاف خود، گاراگاش، خاچیکیان، سروری، استپانیان، از تئاتر می‌آمد. خانواده وی هم از بازماندگان قتل‌عام ۱۹۱۵ بودند که به ایران مهاجرت کردند. آرامائیس دوران ابتدایی و متوسطه را در تبریز گذراند و دوباره به ارمنستان رفت. در فاصلهٔ سال‌های ۱۹۲۳ تا ۱۹۲۷ (۱۳۰۲ تا ۱۳۰۶) در هنرستان نقاشی ایروان به تحصیل پرداخت و در همان حال، به عنوان دکوراور با گروه‌های تئاتری کار کرد. آقامالیان در سال ۱۹۳۰ (۱۳۰۹) به آلمان رفت و از مدرسهٔ عالی تئاتر و هنرهای دراماتیک برلین فارغ‌التحصیل شد. در سال ۱۹۳۴ (۱۳۱۳) به ایران بازگشت و در جلفای اصفهان، و از سال ۱۹۳۹ تا ۱۹۴۵ (۱۳۱۸ تا ۱۳۲۴) در تبریز، نمایش‌های بسیار ترجمه کرد و بر صحنه برد. در سال ۱۹۴۶ (۱۳۲۵) به تهران آمد و به گروه تئاتر باشگاه آرارات پیوست و به همراه خاچیکیان و واعظیان، تروپ تئاتر ارامنه را تشکیل داد(۱۳۲۶). آقامالیان در دوران اقامت در تبریز، مدتی در کارگاه طلاسازی وان تأسیس ۱۹۲۱ (۱۳۰۰) مشغول به کار شد، در حکاکی روی نقره مهارت یافت و موفق به دریافت نشان لیاقت از سوی محمدرضاشاه گردید…

### در جستجوی داماد: برخورد سنت و تجدد
هنگامی که آقامالیان به دعوت واعظیان به کارگردانی فیلم روی آورد، پنجاه ساله بود. اولین فیلم او در آژیرفیلم «در جستجوی داماد» نام داشت که اقتباسی بود از یک نمایشنامه کمدی ارمنی، و چهار ستاره کمدی روز، اصغر تفکری، علی تابش، تقی ظهوری و منصور سپهرنیا در آن بازی می‌کردند. حسن و عیب آقامالیان هم همان بود که. در جستجوی داماد شرح برخورد تجدد و سنت در یک خانوادهٔ مرفه است و درگیری میرزا ماشاءالله (حجره دار بازار) با زنش، به بهانهٔ پیدا کردن شوهری مناسب برای دخترشان

### انسان‌ها و ضربت: رقابت میثاقیه با خاچیکیان
دومین فیلم آقامالیان که باز هم در آژیر فیلم تولید شد؛ بچه‌های محل نام دارد. محمد متوسلانی در این فیلم به عنوان فیلم‌نامه‌نویس، تهیه کنندهٔ شریک و البته مشاور، با آقامالیان همراه بود. سابقه تئاتری آقامالیان و سلیقهٔ سینمایی متوسلانی نتیجه داد و بچه‌های محل پس از نمایش در ۱۹۶۱ (بهمن ۱۳۳۹)، هم تماشاگران را راضی کرد و هم منتقدان را. بعد از این فیلم دو فیلم، آقامالیان به استودیو عصر طلایی رفت و «فرشته یی در خانهٔ من» (۱۳۴۲) را ساخت، که خودش آن را بهترین فیلم خود می‌داند. در فاصلهٔ نمایش این فیلم تا تولید فیلم بعدی استودیو عصر طلایی، مهدی میثاقیه از آقامالیان دعوت کرد تا به عنوان مشاور کارگردان، برای ساختن فیلم انسان‌ها، او را یاری دهد. میثاقیه پیش از این در عرصه‌های بازیگری (با نام مستعار مهدی شهبان)، فیلم‌نامه‌نویسی و تهیه‌کنندگی خودی نشان داده بود و حالا تصمیم داشت بخت خود را در کارگردانی نیز بیازماید، که اما چم و خم کار را به درستی نمی‌شناخت، از آقامالیان کمک گرفت. در سال ۱۹۶۳ (۱۳۴۲) آقامالیان به استودیوی میثاقیه رفت و در کنار او فیلم انسان‌ها را به پایان رساند. در همین زمان، ساموئل خاچیکیان هم در آژیرفیلم، بعد از یک قدم تا مرگ و دلهره، فیلم «ضربت» را تمام کرده بود و این فیلم، همزمان به نمایش درآمدند ۱۹۶۴ (اردیبهشت ۱۳۴۳). میثاقیه طبق معمول با تبلیغات گسترده، تعدادی از سینماهای درجه یک را برای نمایش «انسان‌ها» بسی که کرد و برای افتتاح آن، از حسنعلی منصور (نخست‌وزیر وقت) نیز دعوت به عمل آورد. از سوی دیگر، نورالدین آشتیانی هم، که پخش فیلم ضربت را برعهده داشت، با همان روش میثاقیه، موافقت تعدادی دیگر از سینماها را جلب کرد و برای عقب نماندن از میثاقیه، اشرف پهلوی را برای افتتاح فیلم ضربت دعوت کرد.
.... «... فیلم رنگی «انسان‌ها» محصول آن استودیو … از لحاظ تکنیک سینمایی و رنگ آمیزی با فیلم‌های خارجی قابل رقابت بوده و بسیار مورد توجه قرار گرفت. همچنین بازی هنرپیشگان فیلم، فروزان، فردین، مجید محسنی و آرمان، در خور تمجید و تحسین بود و بهترین کار هنری خود را ارایه داده‌اند…»

### یاقوت سه چشم: پایان کار آقامالیان
آقامالیان تا نیمهٔ اول دههٔ چهل، سه فیلم دیگر در استودیو عصر طلایی کارگردانی کرد (دختر ولگرد، جلاد، دو انسان). و بعد به گروه سینماهای متحد تهران پیوست و دو فیلم هم با سرمایهٔ آنان ساخت" گل آقا (۱۳۴۳) و سه فراری (۱۳۴۸)، که این آخری، پرفروش‌ترین فیلم اوست. «سه فراری» کمدی دیگری بود با شرکت متوسلانی، گرشا و سپهرنیا به روال فیلم‌های قبلی این سه کمدین (). آقامالیان که بعد از توفیق تجاری سه فراری گویی تازه نبض تماشاگر را به دست آورده است، بلافاصله فیلم دیگری در «استودیو فیلمکو فیلمز» می‌سازد با نام یاقوت سه چشم با بازی آذر شیوا و محمدعلی فردین. این فیلم، رنگی و اسکوپ، اقتباسی از دو فیلم هندی، و ترکیبی از ملودرام و حادثه بود که در ۱۹۷۰ (شهریور ۱۳۴۹) به نمایش درآمد و از قضا در فهرست پرفروش‌های سال قرار گرفت. از این پس، استودیوهای دیگری به سراغ آقامالیان آمدند اما او به دلیل بیماری و کهولت، قادر به ساختن فیلم دیگری نشد. آرامائیس آقامالیان در سال ۱۹۸۵ (۱۳۶۴) درگذشت.

## فیلم‌شناسی

از راست: آرمان، آرامائیس آقامالیان، محمدعلی فردین، مجید محسنی، عنایت‌الله فمین، آراکل باباخانیان، مهدی میثاقیه - پشت صحنه فیلم انسان‌ها

| عنوان              | سال ساخت | توضیح |
| ------------------ | -------- | ----- |
| در جستجوی داماد    | ۱۳۳۹     |       |
| بچه‌های محل         | ۱۳۳۹     |       |
| فرشته‌ای در خانه من | ۱۳۴۲     |       |
| انسان‌ها            | ۱۳۴۳     |       |
| دختر ولگرد         | ۱۳۴۳     |       |
| جلاد               | ۱۳۴۴     |       |
| دو انسان           | ۱۳۴۵     |       |
| گل‌آقا              | ۱۳۴۶     |       |
| سه فراری           | ۱۳۴۸     |       |
| یاقوت سه‌چشم        | ۱۳۴۹     |       |